# Batman Forever (jeu vidéo)
Pour le film, voir Batman Forever.
Batman Forever est un beat them all d'Acclaim, sorti en 1995, basé sur le film Batman Forever de Joel Schumacher (lui-même sorti en 1995).

## Système de jeu
Le jeu propose deux modes :
- un mode story permet de jouer à un ou deux joueurs (coopératif) d'incarner Batman et/ou Robin et de progresser dans différents niveaux.

- un mode battle permet d'incarner n'importe quel personnage du jeu et d'affronter des adversaires à un contre un.

Chaque niveau contient des lieux cachés difficilement accessibles qui peuvent permettre au joueur de ramasser de la vie ou de prendre des raccourcis.

## Accueil
- Joypad : 70 % (Game Boy)[1], 82 % (SNES, Mega Drive)[2]
- Consoles + n°46 : 90 % (SNES)
- Player One n°56 : 80 % (SNES)
- Player One n°57 : 70 % (Mega Drive)
- Mega Force n°43 : 84 % (Mega Drive)
- Super Power n°35 : 82 % (SNES)
- Top Consoles n°5 : 14 sur 20 (SNES)
- Ultra Player n°31 : 4 sur 6